# Temelucha frigida
Temelucha frigida är en stekelart som beskrevs av Dasch 1979. Temelucha frigida ingår i släktet Temelucha och familjen brokparasitsteklar. Inga underarter finns listade i Catalogue of Life.